# Zitzmannsbrunnenbachtal
Das Zitzmannsbrunnenbachtal ist ein vom Landratsamt Horb am 6. Dezember 1967 durch Verordnung ausgewiesenes Landschaftsschutzgebiet auf dem Gebiet der Stadt Dornhan.

## Lage
Das Landschaftsschutzgebiet Zitzmannsbrunnenbachtal erstreckt sich entlang der Landesstraße 410 Richtung Nordosten von Dornhan bis zur Bettenhausener Gemarkungsgrenze. Es wird vom Zitzmannsbrunnenbach durchflossen. Das Schutzgebiet liegt im Naturraum Obere Gäue.
Das Tal liegt in den geologischen Schichten der Mittleren und Unteren Trias. Die jüngste Formation ist die Trochitenkalk-Formation des Oberen Muschelkalks in den höchsten Lagen  im Süden des Gebiets. Im weiteren Verlauf hat sich der Bach in die Formationen des Mittleren und  Unteren Muschelkalks bis zur Plattensandstein-Formation des Oberen Buntsandsteins eingegraben. Des Weiteren treten Quartäre Sinterkalkbildungen im Gebiet auf.

## Landschaftscharakter
Der Zitzmannbrunnenbach wird im oberen und unteren Teil des Landschaftsschutzgebiets von Wiesen gesäumt. Etwa ein Drittel der Fließstrecke im mittleren Teil des Landschaftsschutzgebiets befindet sich im geschlossenen Wald. Die Talhänge sind größtenteils bewaldet.

## Zusammenhängende Schutzgebiete
Auf der Gemarkung Bettenhausen schließt das Landschaftsschutzgebiet Glatt-Tal an. Bei Dornhan überschneidet sich das Gebiet kleinflächig mit dem FFH-Gebiet Wiesen und Heiden an Glatt und Mühlbach. Das Gebiet liegt vollständig im Naturpark Schwarzwald Mitte/Nord.